# CCIR
Comité consultatif international des radiocommunications, CCIR (pl. Międzynarodowy Doradczy Komitet Radiokomunikacyjny) – instytucja międzynarodowa zajmująca się radiokomunikacją, powołana w 1927 w Waszyngtonie podczas Trzeciej Międzynarodowej Konferencji Radiotelegraficznej. W roku 1992, zgodnie z zapisami Konstytucji i Konwencji ITU, przekształcona została w Sektor Radiokomunikacji Międzynarodowego Związku Telekomunikacyjnego.
Skrótowcem CCIR określa się czasem rekomendowany przez tę instytucję zakres częstotliwości radiofonicznych w paśmie UKF (87,5…108 MHz), w odróżnieniu od innego używanego, nazywanego OIRT (65,5…74 MHz). Standard częstotliwości  OIRT (65,5…74 MHz) obowiązywał w Polsce od lat 60. ub.w. do końca 1999 roku, a od stycznia 2000 Polska przeszła na częstotliwości CCIR.